# ألفارو سارابيا
ألفارو سارابيا (بالإسبانية: Álvaro Sarabia)‏ هو لاعب كرة قدم تشيلي في مركز حراسة المرمى، ولد في 5 يناير 1978 في سانتياغو في تشيلي. لعب مع أرتورو فرنانديز فيال وكولو-كولو ونادي بالستينو ونادي تشياباس.